# Nobody's Wife (singolo)
Nobody's Wife è un singolo della cantante olandese Anouk, pubblicato nel 1997 come secondo estratto dal primo album in studio Together Alone.

## Successo del brano
Il singolo, pubblicato nei Paesi Bassi nel settembre 1997, ottiene un successo strepitoso in patria, rimanendo in top ten per 10 settimane, e totalizzando in top 40, 40 settimane di permanenza dal 20 settembre 1997 al 27 giugno 1998, pur non arrivando mai alla vetta della classifica. Nel resto d'Europa il successo è meno eclatante, ma ugualmente soddisfacente per la cantante, che entra nella top 20 di diversi paesi, in cui il disco viene commercializzato. Più modesti i risultati ottenuti negli Stati Uniti.
Pur rimanendo una delle cantanti di maggior spicco nei Paesi Bassi e Belgio, l'exploit del singolo nel resto d'Europa, rimarrà senza seguito, e di fatto, ad oggi Nobody's Wife è l'unico singolo di Anouk ad aver avuto un tale successo nel continente.

## Video musicale
Esistono due versioni del videoclip del brano. La prima, destinata al mercato europeo diretta nel 1997 da Kenneth Hope, è un video molto essenziale. In questa versione, girata in bianco e nero, Anouk esegue il brano su uno sfondo alternativamente o completamente bianco o completamente nero. La seconda versione del 1998 è stata girata invece dal regista Nick Egan ed è ambientata su una scogliera a strapiombo sul mare, dove Anouk canta il brano. Vicino a lei si trovano un amplificatore ed una batteria (benché non vi sia traccia di musicisti), che alla fine del video, la cantante prende a calci, facendoli finire in acqua.

## Tracce

### CD Single
1. Nobody's Wife

### 5" CD Single
1. Nobody's Wife – 3:25
2. Call Out Hook #1 – 0:10
3. Call Out Hook #2 – 0:05

## Classifica italiana
| Posizione | 14 | 11 | 15 | - | 24 | 10 | 13 | 13 | 11 | 14 | 11 | 13 | 10 | 8 | 10 | 13 | 12 | 14 |

## Classifiche internazionali
| Chart (1997) | Miglior posizione |
| ------------ | ----------------- |
| Francia      | 34                |
| Paesi Bassi  | 2                 |
| Belgio       | 5                 |
| Svezia       | 2                 |
| Finlandia    | 9                 |
| Norvegia     | 2                 |
| Italia       | 8                 |